# Aぇ! group小島健のラジキング
Aぇ! group 小島健のラジキング（ええぐるーぷ こじまけんのラジキング）は、エフエム大阪（FM大阪）で放送されているラジオ番組。

## 概要
Aぇ! groupの小島健がパーソナリティを務めるラジオ番組。トークや音楽、リスナーとの交流を通じて『ラジオの王様を目指す』がコンセプトになっている。2025年4月2日より放送開始。
Xのハッシュタグは「#ラジキング」。
初回放送時、Xの世界トレンド2位を獲得した。

## 放送時間
- 2025年4月2日 - 、エフエム大阪 毎週水曜 18:30 - 19:00

## パーソナリティ
- 小島健（Aぇ! group）

## コーナー
テーマメッセージ
テーマを設定しメールを募集するコーナー。
周りの○○キング
リスナーの周りにいる『○○キングな人』を募集するコーナー。
こじけんの○○キングにチャレンジ
世の中の様々な記録に小島が挑戦し、達成できるのか検証するコーナー。